# Wilhelm Benque
Pour les articles homonymes, voir Wilhelm Benque (paysagiste) et Benque (homonymie).
Wilhelm Benque (1843-1903) est un photographe portraitiste français d'origine allemande, appartenant à une importante dynastie de photographes, les Benque.

## Biographie

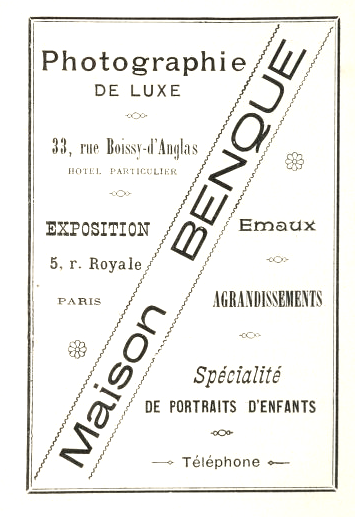
Publicité pour la Maison Benque (1897).

Wilhelm Benque dit « le Jeune » descend d'une famille originaire de Ludwigslust (Mecklembourg, Allemagne).
Son oncle est le peintre paysagiste Wilhelm Friedrich Alexander Benque (1814-1895) avec lequel il ne faut pas le confondre. Ce dernier a un frère cadet, Christian Benque (1811-1883) dont le fils, Franz Benque (1841-1921) devient photographe, d'abord à Hambourg (1869-1870), puis au Brésil (à partir de 1878) avant de s'établir à Trieste. Les Benque fonde à partir des années 1880 une véritable dynastie familiale de photographes présents sur les trois continents. Wilhelm Benque, quand il arrive à Paris, est associé à l'un des membres de la famille Benque, Franz Wilhelm Benque (1857-1912), qui est le fils du paysagiste Wilhelm Benque.
Les Benque, dans les années 1880 et 1890, établissent leur studio à Paris au 33, rue Boissy-d'Anglas au nom de Benque, Benque et Cie : avec le succès, la Maison Benque occupe à cette adresse un hôtel particulier, vise une clientèle de luxe et ouvre même une boutique d'exposition au 5 rue Royale.
Entre-temps, la maison s'associe à deux autres photographes, nommés Klary (?-?) et Kneubuhler (1816-1880), le nom devient un temps Benque & Klary jusqu'à sa reprise par Matuszewski après 1902.
Les Benque ouvrirent aussi un deuxième studio à Nice vers 1883-1884.
Benque est particulièrement actif auprès des personnalités liées au monde de l'opéra, de la scène parisienne : photographies connues de Louise Abbéma, Valentin Duc, Eleonora Duse et Cléopâtre-Diane de Mérode lorsqu'elle est promue « grand sujet » parmi les ballerines en 1896...
La réputation des studios Benque est internationale à la fin du XIXe siècle.

## Galerie

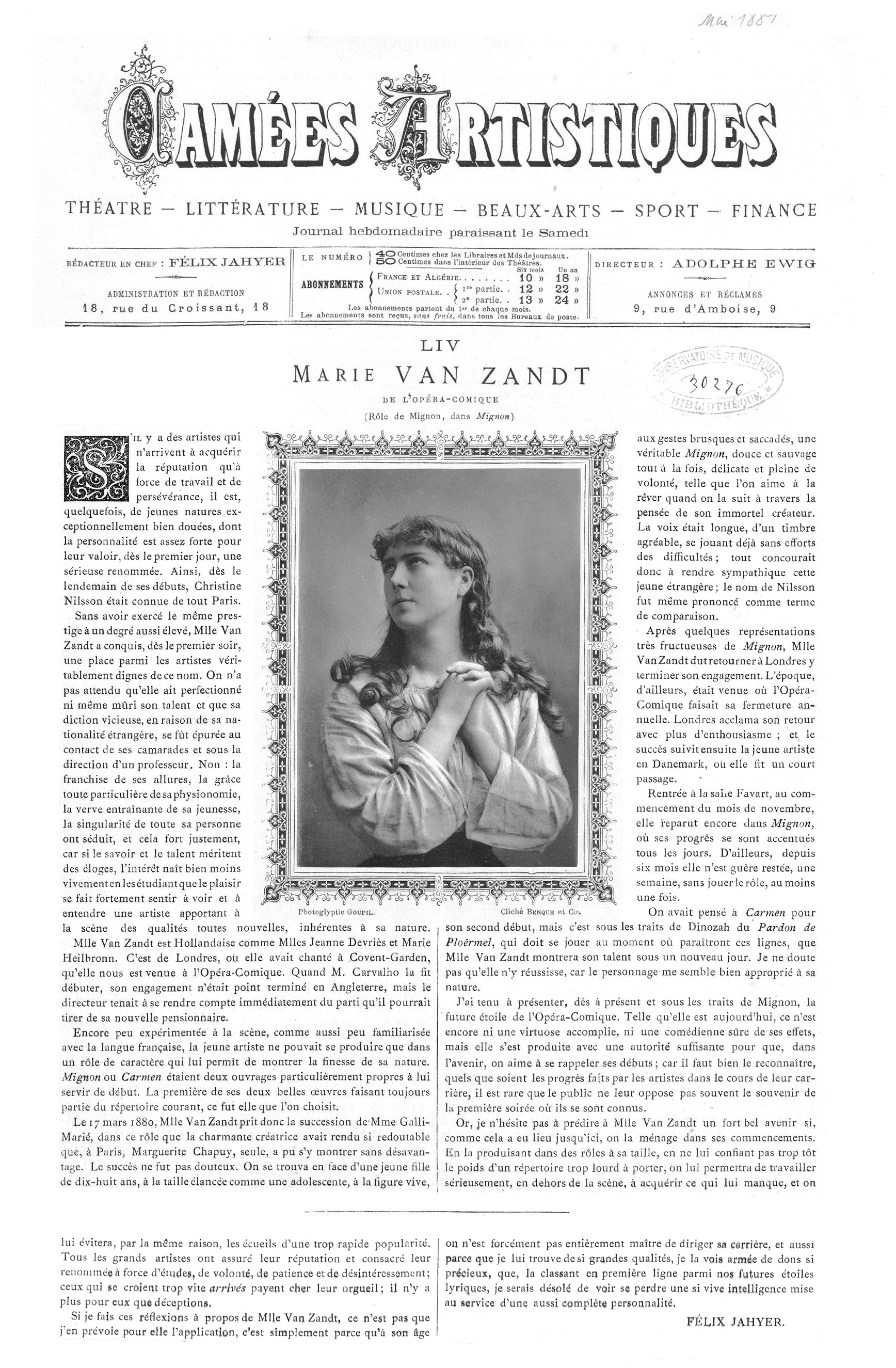
Marie van Zandt en « camée », procédé photoglyptique de la maison Goupil (1881)
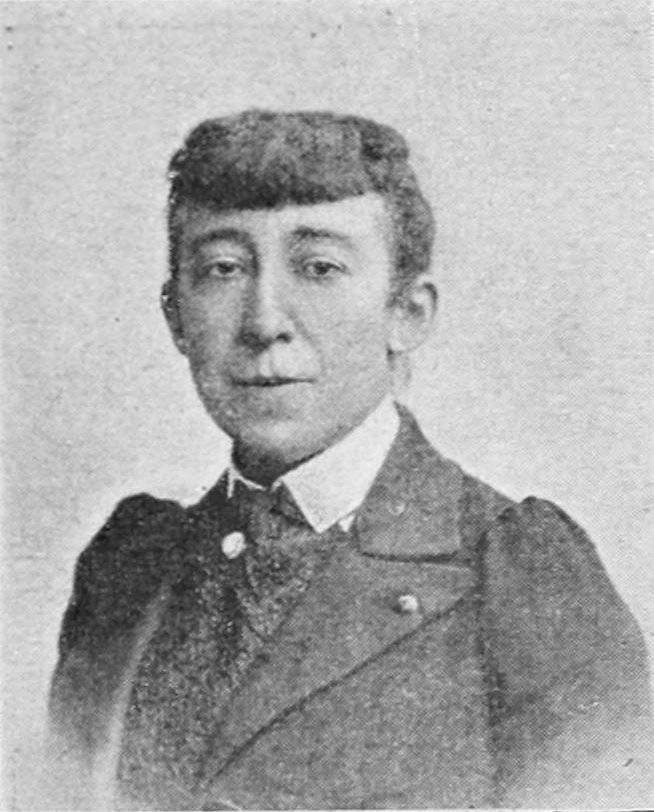
Louise Abbéma
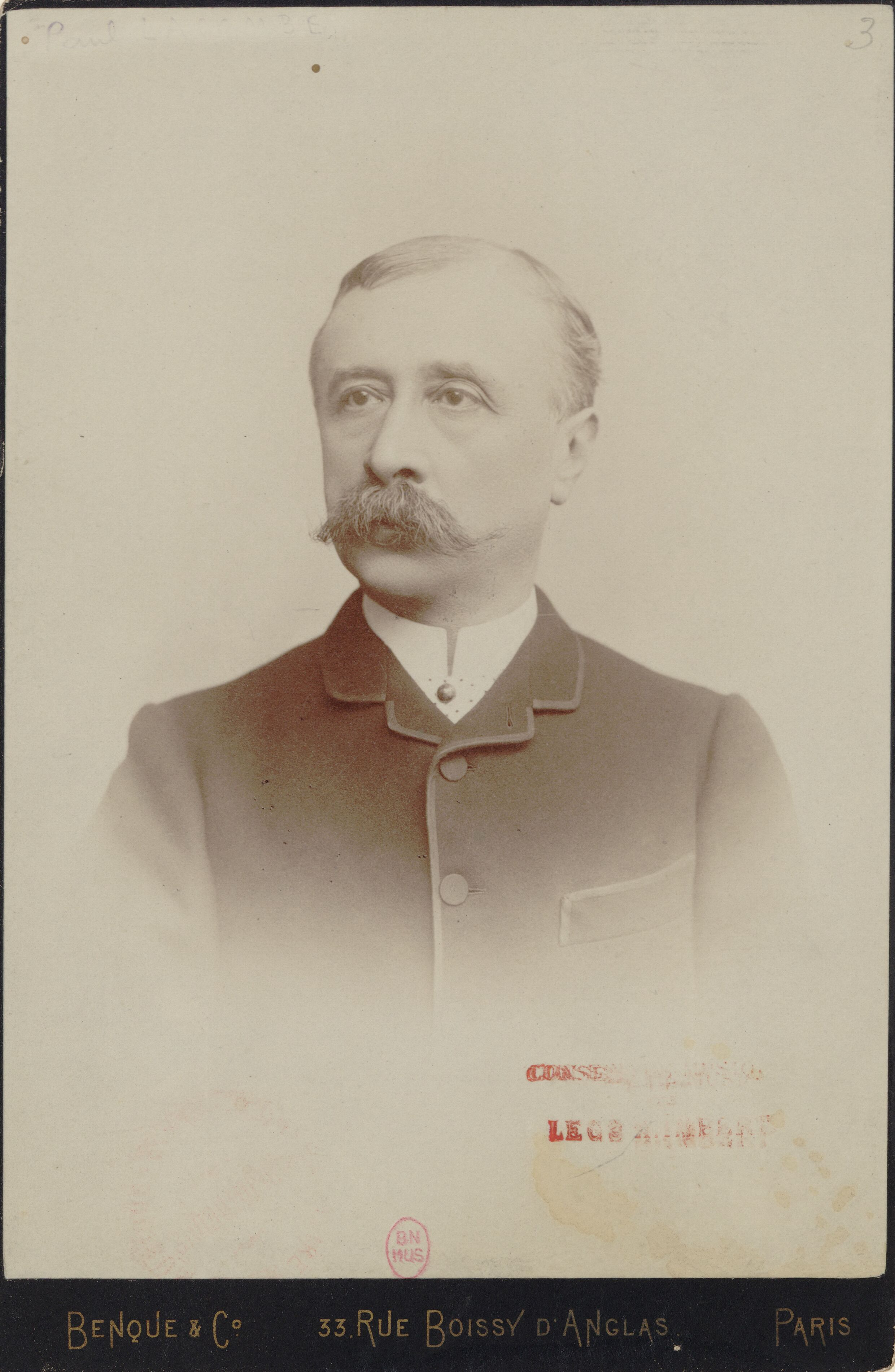
Paul Lacombe
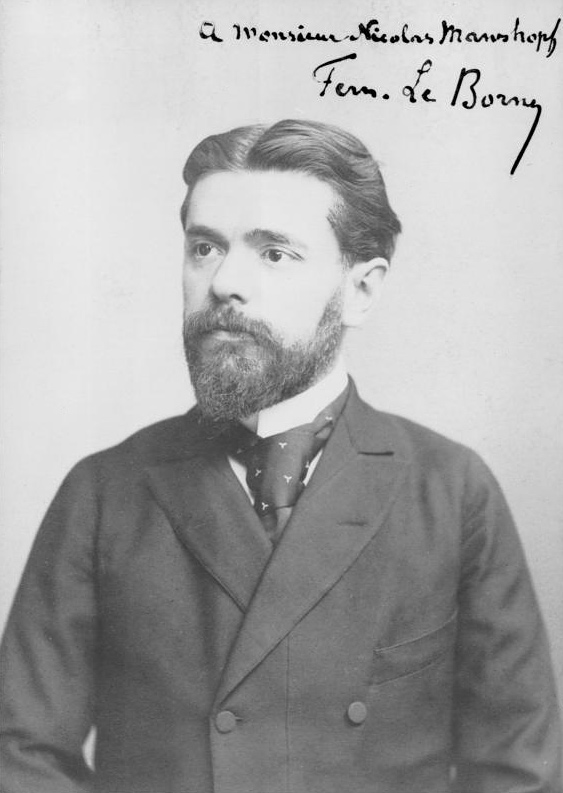
Fernand Le Borne
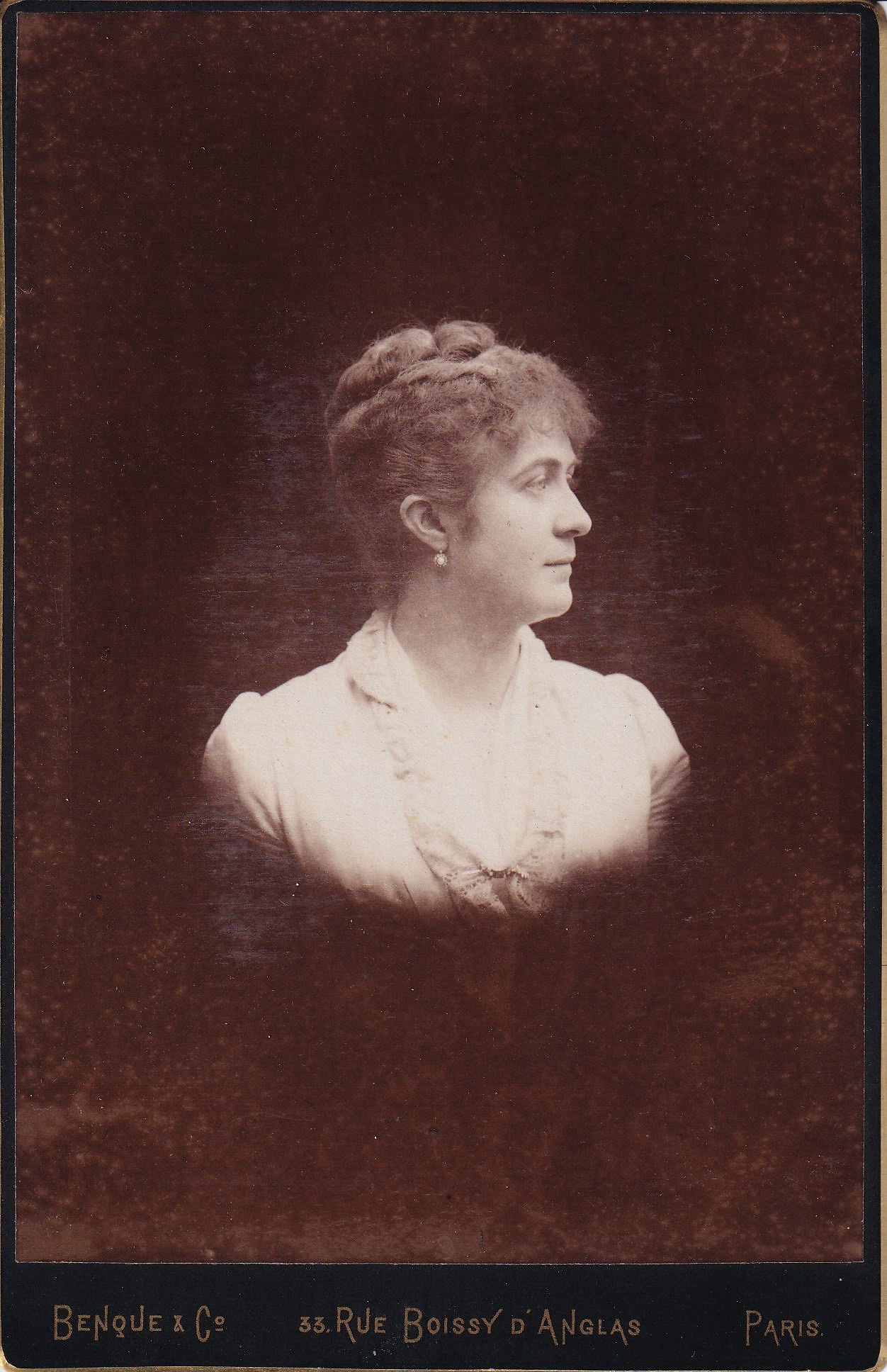
Marguerite Poelaert, fille de l'architecte Joseph Poelaert, épouse de Maurice Pauwels.
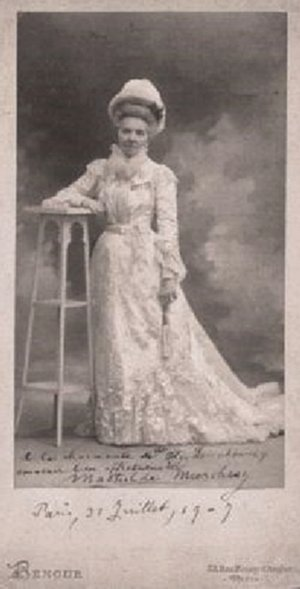
Mathilde Marchesi
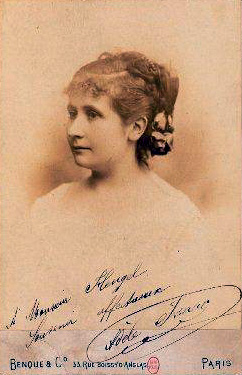
Adèle Isaac
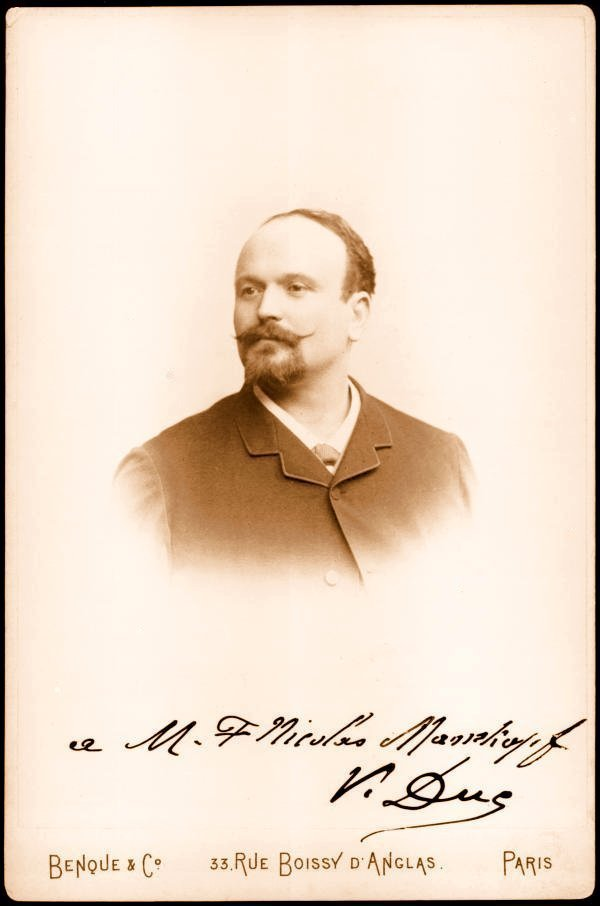
Valentin Duc

## Sources
- Informations partiellement reprises de Wikimedia.
- (en) Henry Baden Pritchard, The studios of Europe, éd. E.and H.T. Anthony and co., 1882
- Iconographie lire en ligne sur Gallica
- Michèle Auer,	Encyclopédie internationale des photographes de 1839 à nos jours, vol. 2, éd. Camera obscura, 1985  (ISBN 2903671044)
- (en) Henry Baden Pritchard, The photographic studios of Europe: The Literature of photography, éd. Arno Press, 1973